# A Change Is Gonna Come
Об альбоме кавер-версий см. A Change Is Gonna Come (альбом Лилы Джеймс)
«A Change Is Gonna Come» — духовная песня Сэма Кука, которая стала одним из неофициальных гимнов движения за права чернокожих в США. По результатам опроса знаменитых музыкантов журналом Rolling Stone (2021) заняла 3-е место.
Медленная, торжественная баллада на тему грядущих перемен имеет мало общего с оптимистическими, заводными мелодиями, которые сделали Кука знаменитым. Кук написал песню вскоре после смерти 18-месячного сына и ареста, последовавшего за попыткой его группы остановиться на ночь в отеле «только для белых». По некоторым сведениям, песня задумывалась как своеобразный ответ на ветхозаветную образность песни Боба Дилана Blowin' in the Wind, которая воспринималась многими как комментарий по поводу назревших в американском обществе перемен.
Запись состоялась в предрождественскую неделю, 21 декабря 1963 года. На вторую неделю после убийства Сэма Кука, всколыхнувшего чернокожую Америку, песня A Change Is Gonna Come 22 декабря 1964 года была выпущена как своеобразная эпитафия в виде сингла (на стороне «B»; на стороне «A» находится песня Shake). Она не стала хитом и редко звучала в радиоэфире (из-за затянувшегося на десятилетия спора между лейблами), однако регулярно исполнялась на торжественных для афроамериканского сообщества событиях. Например, в 1965 г.  под звуки «A Change Is Gonna Come» проходили похороны чернокожего активиста Малколма Икса.
После объявления о победе Барака Обамы на президентских выборах 2008 года он обратился к своим сторонникам, собравшимся в Чикаго, с речью, первые строки которой перефразируют рефрен общеизвестной песни Кука:

«It’s been a long time coming, but tonight, because of what we did on this day, in this election, at this defining moment, change has come to America».

## Наиболее известные записи
- Исполнение Сэмом Куком
- Исполнение Отисом Реддингом (1965)
- Исполнение Аретой Франклин (1967)
- Исполнение Лорин Хилл
- Исполнение Силом
- Исполнение Greta Van Fleet